# Bochum Welt
Bochum Welt est le nom de scène de Gianluigi Di Costanzo, producteur italien de musique électronique né à Milan en 1975.
Son premier EP, publié sur le label italien Trance Communications Records, attire l'attention d'Aphex Twin et son label Rephlex, qui le réédite en 1994 sous le titre Scharlach Eingang. Lors de sa sortie, le NME croit d'ailleurs reconnaître derrière cet EP le travail du compositeur britannique derrière un nouveau pseudonyme,. Toujours sur Rephlex sort son premier album, intitulé Module 2, deux ans plus tard. Di Costanzo reste associé à Rephlex jusqu'en 2013, peu avant la cessation d'activité du label. Ses deux derniers albums, April, Seafire, adoptent un style plus proche de l'ambient et du downtempo,.

## Discographie
| Date | Type  | Titre                                    | Collaboration      | Label                         |
| ---- | ----- | ---------------------------------------- | ------------------ | ----------------------------- |
| 1994 | EP    | JX 1                                     | Xyrex F            | Trance Communications Records |
| 1994 | EP    | Scharlach Eingang                        |                    | Rephlex                       |
| 1995 | EP    | Phial EP                                 |                    | Axodya                        |
| 1995 | EP    | Telestatt                                |                    | Trance Communications Records |
| 1995 | EP    | Les Dances D'Été                         |                    | Kromode Records               |
| 1996 | Album | Module 2                                 |                    | Rephlex                       |
| 1997 | EP    | Like-A-Tim Remixes                       | Cylob, DMX Krew    | Rephlex                       |
| 1997 | EP    | Desktop Robotics                         |                    | Rephlex                       |
| 1997 | EP    | Feelings On A Screen                     |                    | Rephlex                       |
| 1998 | EP    | Program 11                               |                    | Elypsia                       |
| 1999 | Album | Martians And Spaceships!                 |                    | Fuzzy Box                     |
| 2001 | EP    | Fashion                                  |                    | Hymen Records                 |
| 2001 | EP    | Eldar                                    | The Modernist (en) | Art Of Perception             |
| 2002 | EP    | Quadscreen                               | Portamento         | Forte Records                 |
| 2004 | Album | Kissing A Robot Goodbye                  |                    | Device                        |
| 2005 | Album | Elan                                     |                    | Fuzzy Box                     |
| 2007 | EP    | Robotic Operating Buddy                  |                    | Rephlex                       |
| 2008 | Album | R.O.B. (Robotic Operating Buddy)         |                    | Rephlex                       |
| 2013 | Album | Good Programs (To Be Coloured In Yellow) |                    | Rephlex                       |
| 2017 | Album | April                                    |                    | Studio !K7                    |
| 2019 | Album | Seafire                                  |                    | CPU Records (en)              |